# Селекційна
Селекці́йна — пасажирський залізничний зупинний пункт Харківської дирекції Південної залізниці  на електрифікованій лінії Мерефа — Лозова між станціями Мерефа (5 км) та Бірки (14 км). Розташований між селом Селекційне та селищем Утківка Харківського району Харківської області.

## Пасажирське сполучення
На платформі Селекційна зупиняються приміські електропоїзди Харківського та Лозівського напрямків.